# Mikel Lasa
Mikel Lasa Goikoetxea (Legorreta, Guipúzcoa, España, 9 de septiembre de 1971) es un entrenador y exjugador de fútbol español. Fue conocido futbolísticamente como Lasa. Jugó de defensa en la Real Sociedad, Real Madrid y Athletic Club, principalmente, a lo largo de la década de 1990. Actualmente, dirige a los Futuro Kings de la Primera División de Guinea Ecuatorial.

## Biografía
Mikel Lasa nació en 1971 en la pequeña localidad de Legorreta, situada en el interior de la provincia vasca de Guipúzcoa en España. Se formó en la cantera de la Real Sociedad de Fútbol de San Sebastián. Llegó al club cuando era juvenil y pasó por los diferentes equipos del mismo hasta llegar en 1988 al Sanse, el equipo filial de la Real Sociedad en Segunda división B.
Su paso por el filial fue muy breve, ya que aquella misma temporada comenzó a entrenar con la primera plantilla. Debutó en Primera división, el 5 de marzo de 1989, cuando contaba 17 años y medio de edad. Durante el tramo final de aquella temporada fue un jugador de refresco muy utilizado por su entrenador, John Benjamin Toshack. Al principio Lasa jugaba indistintamente como centrocampista o defensa, especialmente en la banda izquierda, donde destacaba por su velocidad y su fuerte carácter ofensivo. Lasa permaneció tres campañas en la Real Sociedad, donde destacó y llamó la atención de los clubes más poderosos. 
En 1991, convertido ya en uno de los carrileros izquierdos más prometedores de la liga y sin haber llegado a cumplir todavía los 20 años, el Real Madrid pagó 280 millones de pesetas de la época (casi 1,7 millones de euros) por su traspaso, que la Real Sociedad utilizaría para fichar a los portugueses Carlos Xavier y Oceano. Lasa llevaba ya con la Real Sociedad 77 partidos en Liga y había marcado 2 goles.
En su primero año en el equipo madrileño; Lasa acusó la gran competencia existente en la plantilla. Fue retrasado a la demarcación de lateral izquierdo y pasó a adoptar un juego más defensivo. Durante su primer año jugó bastante poco, debido a que Francisco Javier Pérez Villarroya ocupaba ese puesto como titular. En el verano de 1992 formó parte de la Selección Olímpica (equivalente a la selección Sub-23), que se hizo con la Medalla de oro en Fútbol en los Juegos Olímpicos de Barcelona 1992. Fue uno de los titulares en la final olímpica.
La temporada siguiente (1992-93) fue una de las mejores de Lasa a nivel personal. El entrenador, Benito Floro, le dio su confianza y la titularidad en el lateral izquierdo del Real Madrid. Lasa rayó a buen nivel toda la campaña. A lo largo de aquella temporada fue llamado en dos ocasiones a jugar con la selección española, debutando en categoría absoluta. Aunque el Real Madrid falló en la última jornada y, volvió a perder la Liga frente al Fútbol Club Barcelona, se llevó el título de Copa del Rey. Además Lasa sería el autor del segundo gol del Real Madrid en aquella final que le enfrentó al Real Zaragoza.
En la temporada (1993-94), Lasa volvería a ser el titular en el lateral izquierdo del Real Madrid, aunque la campaña sería mucho más discreta, ganando los blancos sólo la Supercopa de España y quedando cuartos en la Liga. En la temporada 1994-95, con Jorge Valdano como entrenador, el Real Madrid se alzaría con el título de Liga después de cinco años. Lasa apenas jugó en el primer tercio de Liga, pero el resto de la campaña volvió a ser el principal hombre de la banda izquierda madridista. Aquella temporada marcó, el que quizás es su gol más recordado, cuando desde su propio campo batió al portero Unzué del Sevilla Fútbol Club.
Al año siguiente, en una temporada que resultó fallida para el equipo madridista, su aportación fue bajando. En la temporada 1996-97, que bajo las órdenes de Fabio Capello volvió a resultar exitosa para los blancos con otro título de Liga, las apariciones de Lasa fueron escasas. Debido a la aplicación de la Ley Bosman, hubo un desembarco de estrellas extranjeras en el Real Madrid y, entre ellas, se encontraba el brasileño Roberto Carlos que dejó a Lasa totalmente fuera del equipo titular. En sus seis temporadas como madridista jugó 169 partidos y marcó 4 goles. Ganó dos títulos de Liga, una Copa del Rey y una Supercopa de España.
En 1997 fichó por el Athletic Club, que pagó 150 millones de pesetas por su contratación. El club necesitaba un lateral izquierdo ante la marcha de Lizarazu. El paso de Lasa por el Athletic, club al que llegó a punto de cumplir los 26 años, fue muy discreto. Llegado como refuerzo importante del club, la mejor temporada que tuvo con los rojiblancos fue la primera (1997-98) en la que a pesar de no llegar a ser titular, su aportación fue relevante y contribuyó al subcampeonato de Liga del Athletic, que le valió el pase para la Liga de Campeones de la UEFA. En las tres temporadas restantes, sin embargo, jugó muy poco, 23 partidos de Liga en total y su aportación al equipo fue de poca importancia. En total estuvo cuatro temporadas en el Athletic, en las que jugó 64 partidos y marcó 1 gol. 
Tras finalizar su contrato con el Athletic Club fichó, en 2001, por dos años por el Real Murcia de Segunda división. En su segunda temporada (2003) logró el ascenso a Primera División con el Murcia, pero no renovó contrato y fichó por el otro equipo de la ciudad, el Ciudad de Murcia, que acababa de ascender esa temporada a la Segunda División de España por primera vez en su historia. Tras una temporada en este club, que se saldó con el mantenimiento del mismo en la categoría, colgó las botas en 2004 a punto de cumplir los 33 años de edad.
Desde 2016 trabaja en una escuela de fútbol base en China.

## Selección nacional
Fue internacional en las categorías inferiores de la selección española; sub-21 (17 veces), sub-20 (4 veces) y sub-19 (4 veces). En 1988 fue campeón del Europeo sub-16, donde coincidió con Ismael Urzaiz. También fue campeón olímpico con la selección sub-23 en 1992, con la que jugó seis partidos.
Fue también internacional con la selección absoluta en dos ocasiones, en las que no marcó ningún gol. Debutó en Sevilla, el 24 de febrero de 1993, en el España 5-0 Lituania. Jugó su segundo y último partido como internacional en Lituania tres meses después. Ambos eran partidos de la clasificación de la Copa Mundial de Fútbol de 1994.

## Clubes
| Club             | País   | Temporada |
| ---------------- | ------ | --------- |
| San Sebastián CF | España | 1988-1989 |
| Real Sociedad    | España | 1989-1991 |
| Real Madrid      | España | 1991-1997 |
| Athletic Club    | España | 1997-2001 |
| Real Murcia      | España | 2001-2003 |
| Ciudad de Murcia | España | 2003-2004 |

## Títulos

### Campeonatos nacionales
| Título              | Club        | País   | Año  |
| ------------------- | ----------- | ------ | ---- |
| Copa del Rey        | Real Madrid | España | 1993 |
| Supercopa de España | Real Madrid | España | 1993 |
| Liga                | Real Madrid | España | 1995 |
| Liga                | Real Madrid | España | 1997 |

#### Copas internacionales
| Título               | Club               | País   | Año  |
| -------------------- | ------------------ | ------ | ---- |
| Oro en Barcelona '92 | Selección española | España | 1992 |